# Sulawesi-Spitzmausratte

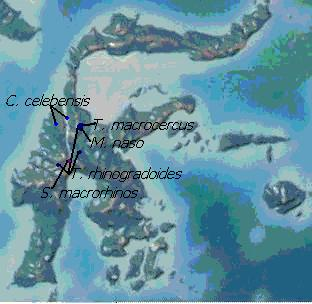
Funde verschiedener Nagetiere auf Sulawesi, inklusive Sulawesi-Spitzmausratte

Die Sulawesi-Spitzmausratte (Crunomys celebensis) ist ein auf Sulawesi endemisches Nagetier in der Gattung der Spitzmausratten. Die Art unterscheidet sich in einigen anatomischen Details deutlich von den Gattungsvertretern auf den Philippinen. Eine Studie von 2017 sieht die Mindanao-Spitzmausratte (Crunomys melanius) als nächsten Verwandten dieser Art.

## Merkmale
Mit einer Kopf-Rumpf-Länge von 115 bis 127 mm, einer Schwanzlänge von 80 bis 84 mm und einem Gewicht von 35 bis 55 g ist die Art ein recht kleines Nagetier. Die Hinterfüße sind 25 bis 27 mm lang und die Länge der Ohren beträgt etwa 14 mm. Das weiche sowie dunkel kastanienbraune Fell der Oberseite geht ohne sichtbare Grenze in das braune Fell der Unterseite über. Kennzeichnend sind zwei weiße Ringe um jedes Auge. Der Schwanz ist mit kleinen Schuppen und mit borstigen Haaren bedeckt. Bei Weibchen sind 16 paarig angeordnete Zitzen vorhanden.

## Verbreitung und Lebensweise
Dieses Nagetier lebt in Gebirgen von Zentral-Sulawesi zwischen 820 und 1600 Meter Höhe. Es hält sich in immergrünen tropischen Regenwäldern und Bergwäldern auf.
Die Exemplare bewegen sich auf dem Erdboden und fressen vorwiegend Insekten. Laut Untersuchungen des Mageninhalts könnten auch andere Gliederfüßer und Pflanzenteile zur Nahrung zählen. Zur Fortpflanzung ist nichts bekannt.

## Gefährdung
Die Umwandlung der Wälder in Reisfelder und andere Ackerflächen sowie Forstwirtschaft wirken sich negativ auf den Bestand aus. Bis zum Jahr 2016 waren nur drei Individuen bekannt, die in den 1970er Jahren entdeckt wurden. Die IUCN listet die Sulawesi-Spitzmausratte mit unzureichende Datenlage (data deficient).